# ノンワーキングリッチ
ノンワーキング・リッチとは池田信夫による造語であり、さほど働かずに高給を得ている中高年会社員のこと。
いわゆるホワイトカラーであり年功序列や終身雇用制を前提とした日本企業に見られ、低所得でワーキングプアと呼ばれる非正規労働者に対し、従業員として所属し、通勤はしているが、会社ではほとんど仕事をしていないというのに高給を得ているような地位の者のことである。 池田信夫はこのようなノンワーキングリッチの存在が日本経済の生産性の低さの原因としている。